# John Maynard Keynes
John Maynard Keynes (/keɪnz/; sinh ngày 5 tháng 6 1883 – mất ngày 21 tháng 4 1946) là một nhà kinh tế học người Anh. Những ý tưởng của ông, hình thành nên Kinh tế học Keynes, có ảnh hưởng lớn tới kinh tế học hiện đại và chính trị cũng như các chính sách tài chính của nhiều chính phủ. Ông ủng hộ sự can thiệp của chính phủ vào nền kinh tế, bởi nhờ đó chính phủ sẽ sử dụng chính sách tài chính và chính sách tiền tệ để điều chỉnh tổng cầu do đó làm giảm nhẹ những ảnh hưởng bất lợi do suy thoái kinh tế hay bùng nổ kinh tế gây ra. Ông là người khai sinh kinh tế học vĩ mô hiện đại và là nhà kinh tế có ảnh hưởng nhất thế kỷ XX.

## Tiểu sử

### Cá nhân
Ông sinh ra ở Cambridge, là con trai của John Neville Keynes, một giảng viên của Đại học Cambridge, và Florence Ada Brown, một tác giả và là nhà cải cách xã hội. Em trai của ông, Geoffrey Keynes (1887–1982) là một nhà phẫu thuật. Em gái của ông Margaret (1890–1974) là vợ của một nhà sinh học đã giành được Giải Nobel tên Archibald Hill. Thuở nhỏ, ông đã thích lái xe lửa, nhưng rồi ông được học bổng tại trường trung học Eton, sau đó chuyển sang học tại trường trung học King’s thuộc Đại học Cambridge. Sau khi lấy bằng tiến sĩ năm 1908, thoạt đầu, ông làm tại văn phòng của Bộ Tài chính Anh ở Ấn Độ, về sau giảng dạy kinh tế học ở Đại học Cambridge. Năm 26 tuổi, tác phẩm "Phương pháp biên chế chỉ số" của ông đoạt giải thưởng Adam Smith. Sau đó ông chủ biên tạp chí Kinh tế học. Trước Chiến tranh thế giới I là thư ký Hội kinh tế Hoàng gia Anh. Chiến tranh thế giới I nổ ra, ông làm ở Ngân khố Anh, sau chiến tranh là đại biểu Bộ Tài chính Anh tại Hội nghị hòa bình Paris, rồi viết cuốn sách Thành quả kinh tế của hòa bình gây tiếng vang lớn.
Từ năm 1929 tới năm 1933, ông chủ trì Ủy ban cố vấn kinh tế tài chính nước Anh. Năm 1936, viết tác phẩm nổi tiếng của ông Lý thuyết tổng quát về việc làm, lãi suất và tiền tệ. Năm 1942, ông được phong làm huân tước Anh. Năm 1944, đảm nhiệm giám đốc Quỹ tiền tệ quốc tế và Ngân hàng phát triển phục hưng quốc tế. Ông qua đời ngày 21 tháng 4 năm 1946 vì bệnh tim.
Hệ lý luận Kinh tế học vĩ mô của Keynes trở thành căn cứ chế định chính sách kinh tế của các nước tư bản chủ nghĩa phát đạt. Keynes có cống hiến rất lớn đối với sự phát triển kinh tế, một thời được xem là "cứu tinh" của chủ nghĩa tư bản, "người cha của sự phồn vinh sau chiến tranh"
Thời trẻ, các mối quan hệ tình cảm của Keynes hầu hết là với đàn ông. Khi học tại Cambridge, ông công khai hẹn hò với nhiều người, như Dilly Knox, Daniel Macmillan và Duncan Grant.
Nhiều năm sau, Keynes gặp gỡ nhiều phụ nữ. Năm 1918, ông gặp Lydia Lopokova, một nữ diễn viên balê người Nga nổi tiếng, họ cưới nhau năm 1925. Lopokova có thai nhưng bị sảy vào năm 1927.

### Giáo dục
Keynes được học tại Eton, ở trường ông đã sớm bộc lộ tài năng, tầm hiểu biết rộng lớn, đặc biệt là toán học và lịch sử. Ông vào trường đại học Cambridge vào năm 1902 để nghiên cứu về toán học, nhưng các mối quan tâm về chính trị của ông đã đưa ông đến với lĩnh vực kinh tế học, lĩnh vực mà ông nghiên cứu ở Cambridge dưới sự chỉ dẫn của Arthur Cecil Pigou và Alfred Marshall. Marshall là người được cho đã có sự thúc đẩy sự chuyển hướng của Keynes từ toán học sang kinh tế học. Keynes nhận bằng cử nhân vào năm 1905 và thạc sĩ vào năm 1908.

## Đóng góp

### Vai trò
Cuộc Đại Khủng hoảng (1929-1933) đã ảnh hưởng sâu sắc tới suy nghĩ của Keynes về kinh tế học. Trước đó, các nhà kinh tế cho rằng, mỗi khi có khủng hoảng kinh tế, giá cả và tiền công sẽ giảm đi; các nhà sản xuất sẽ có động lực đẩy mạnh thuê mướn lao động và mở rộng sản xuất, nhờ đó nền kinh tế sẽ phục hồi. Nhưng Keynes lại quan sát cuộc Đại Khủng hoảng và thấy: tiền công không hề giảm, việc làm cũng không tăng, và sản xuất mãi không hồi phục nổi. Từ đó, Keynes cho rằng thị trường không hoàn hảo như các nhà kinh tế học cổ điển nghĩ. Những suy nghĩ mới mẻ của ông được ghi chép lại trong cuốn Chuyên luận về Tiền tệ công bố năm 1931 và nhất là trong cuốn Lý thuyết tổng quát.
Keynes có vai trò rất lớn trong việc giảm những ảnh hưởng bất lợi do cuộc Đại khủng hoảng (1929-1933) gây ra. Ông đã từng gửi thư đệ trình lên tổng thống Franklin Delano Roosevelt về chi tiêu thâm hụt.

### Sự ảnh hưởng của Keynes
Sau khi Keynes mất năm 1946, các lý luận của Keynes tiếp tục được một số nhà kinh tế Anh từ trường Cambridge trong nhóm Câu lạc bộ Keynes gồm Joan Robinson, Richard Kahn, Piero Sraffa, Austin Robinson và James Meade bảo vệ. Một loạt nhà kinh tế Anh ngoài trường Cambridge cũng đóng góp vào phát triển lý luận của Keynes gồm Roy F. Harrod, Michal Kalecki, Nicholas Kaldor, Abba P. Lerner, John R. Hicks, Maurice H. Dobb, Lorie Tarshis, Richard Stone, và George L.S. Shackle. Lý luận của Keynes còn được phát triển ở Mỹ, song đã bị cải biên khá nhiều và nhất là được tổng hợp với lý luận tân cổ điển (Xem trường phái kinh tế học vĩ mô tổng hợp).

## Các học giả ảnh hưởng đến Keynes
- Knut Wicksell
- Arthur C. Pigou
- Alfred Marshall
- Adam Smith
- David Ricardo
- Dennis Robertson
- Karl Marx
- Thomas Malthus
- Michal Kalecki
- Friedrich Hayek